# Äventyr i Afrika
Äventyr i Afrika är en svensk äventyrsserie av barnboksförfattaren och illustratören Marc Hentzel. Serien publicerades i Gotlands Allehanda samt 1942 i boken Äventyr i Afrika.